# اندروفاگ‌ها

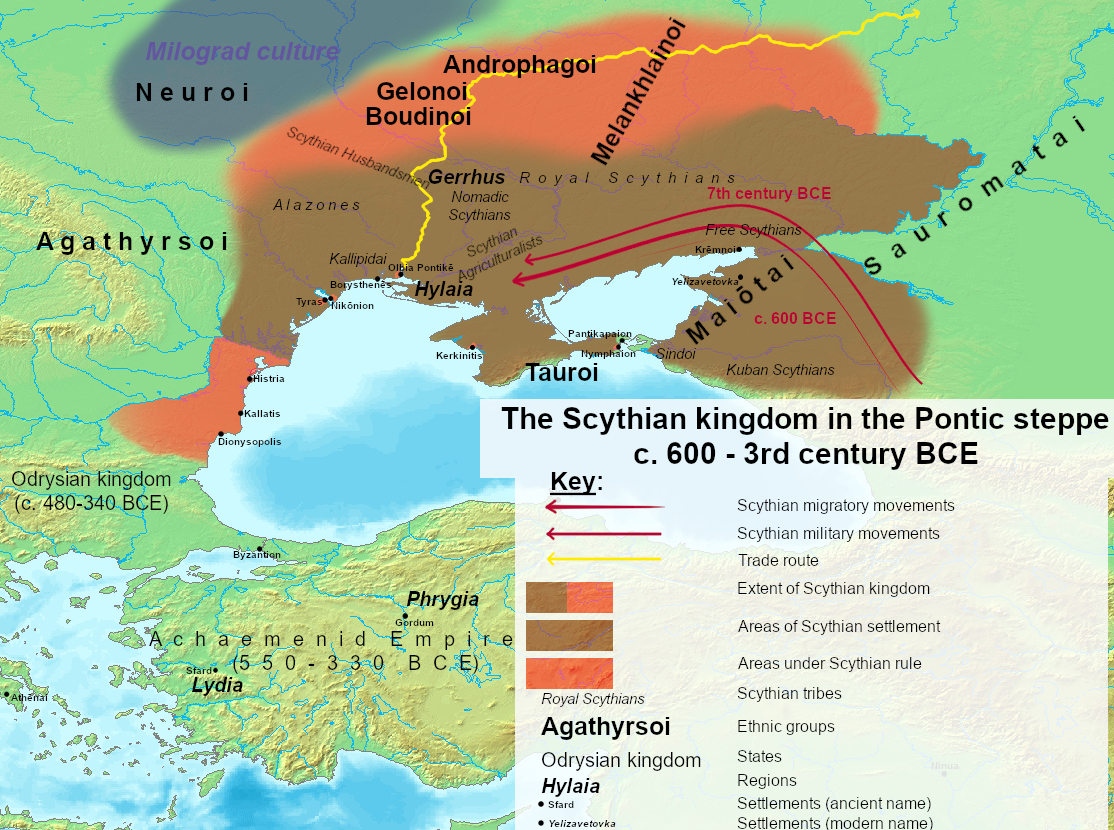
مکان آندروفاگی‌ها که امروزه بخش‌هایی از جنوب اکراین را شامل می‌شود.

آندروفاگی‌ها یک قبیله باستانی از اقوام سکایی بودند که وجود آنها توسط نویسندگان یونانی-رومی باستان نامشان ذکر شده‌است. اندروفاگی‌ها با قبایل ملانکلانی و بودینی ارتباط نزدیک داشتند.
نام آندروفاگی، لاتینی شده نام یونانی باستان آندروفاگوی (یونانی باستان: Ἀνδροφάγοι) است که به معنای «انسان خوار» می‌باشد. این نام یک نام توصیفی است که احتمالاً بر اساس رویه آدم‌خواری این قبیله است و نام قبیله‌ای آنها ناشناخته است.
قبیله آندروفاگی‌ها در ناحیه شرق قسمت میانی رودخانه دنیپرو به ویژه در دره رودخانه سولا و برخی رودخانه‌های کوچکتر اطاف آن زندگی می‌کردند.
همسایگان آندروفاگی‌ها نوری‌ها در غرب و سایر قبایل سکاها در جنوب بودند.
سکاها در منطقه استپ‌های ولگا-اورال آسیای مرکزی، احتمالاً در حدود قرن نهم قبل از میلاد، به عنوان بخشی از جمعیت فرهنگ گورالواری که حاوی عنصر مهمی است که از فرهنگ سیبری آندرونووا سرچشمه می‌گیرد، پدید آمدند. جمعیت فرهنگ سروبنایا (گورالواری) از جمله اولین گروه‌های دامپرور واقعاً عشایری بودند که خود در قرن نهم قبل از میلاد در استپ‌های آسیای مرکزی و سیبری در نتیجه آب و هوای سرد و خشک حاکم بر آن مناطق مهاجرت به این سو را آغاز کردند.